# قهرمانی کشتی جهان ۲۰۲۴
قهرمانی کشتی جهان ۲۰۲۴ هفتاد و چهارمین دوره از قهرمانی‌های کشتی جهان و همچنین بیستمین نسخه با ترکیب رویدادها می‌باشد که از ۲۸ تا ۳۱ اکتبر ۲۰۲۴ در تیرانا، آلبانی برگزار خواهد شد.
ورزشکارانی که در مسابقات المپیک پاریس شرکت داشته‌اند نمی‌توانند در این رویداد شرکت کنند.

## مکان برگزاری
پارک المپیک تیرانا میزبان رقابت‌های قهرمانی جهان ۲۰۲۴ بود.
| تیرانا، آلبانی     |
| پارک المپیک تیرانا |
| گنجایش: ۱۲۰۰       |
|                    |

## جدول مدال‌ها
*   کشور میزبان (آلبانی)
| رتبه            | کشور                 | طلا | نقره | برنز | مجموع |
| --------------- | -------------------- | --- | ---- | ---- | ----- |
| ۱               | ژاپن                 | ۴   | ۱    | ۱    | ۶     |
| ۲               | آذربایجان            | ۳   | ۰    | ۰    | ۳     |
| ۳               | قزاقستان             | ۱   | ۲    | ۰    | ۳     |
| –               | ورزشکاران مجاز بی‌طرف | ۱   | ۱    | ۴    | ۶     |
| ۴               | گرجستان              | ۱   | ۱    | ۲    | ۴     |
| ۵               | ایران                | ۱   | ۱    | ۱    | ۳     |
| ۶               | چین                  | ۱   | ۱    | ۰    | ۲     |
| ۷               | ترکیه                | ۰   | ۱    | ۱    | ۲     |
| ۷               | رومانی               | ۰   | ۱    | ۱    | ۲     |
| ۷               | فرانسه               | ۰   | ۱    | ۱    | ۲     |
| ۷               | مغولستان             | ۰   | ۱    | ۱    | ۲     |
| ۱۱              | مجارستان             | ۰   | ۱    | ۰    | ۱     |
| ۱۲              | ایالات متحده آمریکا  | ۰   | ۰    | ۴    | ۴     |
| ۱۳              | اسلواکی              | ۰   | ۰    | ۲    | ۲     |
| ۱۴              | آلمان                | ۰   | ۰    | ۱    | ۱     |
| ۱۴              | ارمنستان             | ۰   | ۰    | ۱    | ۱     |
| ۱۴              | تاجیکستان            | ۰   | ۰    | ۱    | ۱     |
| ۱۴              | صربستان              | ۰   | ۰    | ۱    | ۱     |
| ۱۴              | هند                  | ۰   | ۰    | ۱    | ۱     |
| ۱۴              | چک                   | ۰   | ۰    | ۱    | ۱     |
| مجموع (۱۹ کشور) | مجموع (۱۹ کشور)      | ۱۲  | ۱۲   | ۲۴   | ۴۸    |

## رده‌بندی تیمی
| رتبه | آزاد مردان          | آزاد مردان | فرنگی مردان       | فرنگی مردان | آزاد زنان                  | آزاد زنان |
| رتبه | تیم                 | امتیازات   | تیم               | امتیازات    | تیم                        | امتیازات  |
| ---- | ------------------- | ---------- | ----------------- | ----------- | -------------------------- | --------- |
| ۱    | گرجستان · ژاپن      | ۵۵         | جمهوری آذربایجان  | ۸۵          | ژاپن                       | ۹۰        |
| ۲    | گرجستان · ژاپن      | ۵۵         | ایران             | ۵۱          | چین                        | ۵۳        |
| ۳    | ایران               | ۴۱         | ارمنستان          | ۳۵          | ایالات متحده آمریکا        | ۴۰        |
| ۴    | ایالات متحده آمریکا | ۳۴         | گرجستان           | ۳۴          | مغولستان                   | ۳۴        |
| ۵    | قزاقستان            | ۳۱         | قزاقستان          | ۲۸          | رومانی                     | ۳۰        |
| ۶    | مغولستان            | ۳۱         | فرانسه · مجارستان | ۲۰          | هند                        | ۲۹        |
| ۷    | اسلواکی             | ۳۰         | فرانسه · مجارستان | ۲۰          | قزاقستان                   | ۲۰        |
| ۸    | ترکیه               | ۲۰         | چین               | ۲۰          | اوکراین                    | ۲۰        |
| ۹    | جمهوری آذربایجان    | ۱۸         | ترکیه             | ۱۷          | جمهوری چک · فرانسه · آلمان | ۱۵        |
| ۱۰   | تاجیکستان           | ۱۵         | رومانی · صربستان  | ۱۵          | جمهوری چک · فرانسه · آلمان | ۱۵        |

## خلاصه مدال

### آزاد مردان
| رویداد     | طلا                                      | نقره                                 | برنز                               |
| ---------- | ---------------------------------------- | ------------------------------------ | ---------------------------------- |
| ۶۱ کیلوگرم | ماسانوسوکه اونو · ژاپن                   | احمد دومان · ترکیه                   | تسوئنسورنگین تسوگبادراخ · مغولستان |
| ۶۱ کیلوگرم | ماسانوسوکه اونو · ژاپن                   | احمد دومان · ترکیه                   | ویتو آراجائو · ایالات متحده آمریکا |
| ۷۰ کیلوگرم | نورکوژا کایپانوف · قزاقستان              | یوشینوسوکه آئویاگی · ژاپن            | اینالبک شریف ورزشکاران مجاز بی‌طرف  |
| ۷۰ کیلوگرم | نورکوژا کایپانوف · قزاقستان              | یوشینوسوکه آئویاگی · ژاپن            | عبدالمجید کودیف · تاجیکستان        |
| ۷۹ کیلوگرم | آوتاندیل کنتچادزه · گرجستان              | ماگومد ماگومایف ورزشکاران مجاز بی‌طرف | محمد نخودی · ایران                 |
| ۷۹ کیلوگرم | آوتاندیل کنتچادزه · گرجستان              | ماگومد ماگومایف ورزشکاران مجاز بی‌طرف | اخسربک گولایف · اسلواکی            |
| ۹۲ کیلوگرم | عبدالرشید سعدالله‌اف ورزشکاران مجاز بی‌طرف | میریانی مایسورادزه · گرجستان         | دیوید تیلور · ایالات متحده آمریکا  |
| ۹۲ کیلوگرم | عبدالرشید سعدالله‌اف ورزشکاران مجاز بی‌طرف | میریانی مایسورادزه · گرجستان         | باتیربک تساکولوف · اسلواکی         |

### فرنگی مردان
| رویداد     | طلا                        | نقره                       | برنز                              |
| ---------- | -------------------------- | -------------------------- | --------------------------------- |
| ۵۵ کیلوگرم | الدانیز عزیزلی · آذربایجان | پویا دادمرز · ایران        | دنیس میهای · رومانی               |
| ۵۵ کیلوگرم | الدانیز عزیزلی · آذربایجان | پویا دادمرز · ایران        | امین صفرشایف ورزشکاران مجاز بی‌طرف |
| ۶۳ کیلوگرم | نیهات ممدلی · آذربایجان    | یرژت ژارلیکاسین · قزاقستان | کارن اصلانیان · ارمنستان          |
| ۶۳ کیلوگرم | نیهات ممدلی · آذربایجان    | یرژت ژارلیکاسین · قزاقستان | سادیک لالایف ورزشکاران مجاز بی‌طرف |
| ۷۲ کیلوگرم | اولوی گانیزاده · آذربایجان | ابراهیم غانم · فرانسه      | علی ارسلان · صربستان              |
| ۷۲ کیلوگرم | اولوی گانیزاده · آذربایجان | ابراهیم غانم · فرانسه      | اوتار ابولادزه · گرجستان          |
| ۸۲ کیلوگرم | محمدعلی گرایی · ایران      | اریک زیلواسی · مجارستان    | احمد یلماز · ترکیه                |
| ۸۲ کیلوگرم | محمدعلی گرایی · ایران      | اریک زیلواسی · مجارستان    | گلا بولکوادزه · گرجستان           |

### آزاد زنان
| رویداد     | طلا                 | نقره                        | برنز                                  |
| ---------- | ------------------- | --------------------------- | ------------------------------------- |
| ۵۵ کیلوگرم | مو کیوکا · ژاپن     | ژانگ جین · چین              | تاتیانا دبین · فرانسه                 |
| ۵۵ کیلوگرم | مو کیوکا · ژاپن     | ژانگ جین · چین              | ایرینا کوراچکینا ورزشکاران مجاز بی‌طرف |
| ۵۹ کیلوگرم | ریساکو کاوای · ژاپن | سوخیگین سرنچیمد · مغولستان  | مانسی احلوات · هند                    |
| ۵۹ کیلوگرم | ریساکو کاوای · ژاپن | سوخیگین سرنچیمد · مغولستان  | النا بروگر · آلمان                    |
| ۶۵ کیلوگرم | لونگ جیا · چین      | کاترینا زلنیخ · رومانی      | مکی کیلتی · ایالات متحده آمریکا       |
| ۶۵ کیلوگرم | لونگ جیا · چین      | کاترینا زلنیخ · رومانی      | میوا موریکاوا · ژاپن                  |
| ۷۲ کیلوگرم | آمی ایشی · ژاپن     | جمیله باکبرگنووا · قزاقستان | آدلا هانزلیچکووا · چک                 |
| ۷۲ کیلوگرم | آمی ایشی · ژاپن     | جمیله باکبرگنووا · قزاقستان | کایلی ولکر · ایالات متحده آمریکا      |

## کشورهای شرکت‌کننده
۲۸۴ ورزشکار از ۴۸ کشور:
1. آلبانی (۹) (میزبان)
2. الجزایر (۱)
3. ارمنستان (۸)
4. جمهوری آذربایجان (۱۰)
5. بحرین (۱)
6. برزیل (۳)
7. بلغارستان (۷)
8. کانادا (۸)
9. چین (۱۲)
10. کاستاریکا (۱)
11. کرواسی (۲)
12. جمهوری چک (۱)
13. اکوادور (۱)
14. اسپانیا (۱)
15. فنلاند (۲)
16. فرانسه (۷)
17. گرجستان (۸)
18. آلمان (۷)
19. مجارستان (۸)
20. ورزشکاران مجاز بی‌طرف (۲۲) [الف]
21. هند (۱۲)
22. ایران (۸)
23. اسرائیل (۲)
24. ایتالیا (۴)
25. جامائیکا (۱)
26. ژاپن (۱۲)
27. قزاقستان (۱۲)
28. قرقیزستان (۷)
29. کوزوو (۱)
30. عربستان سعودی (۳)
31. لتونی (۴)
32. لیتوانی (۱)
33. مولدووا (۱۱)
34. مکزیک (۳)
35. مغولستان (۸)
36. مقدونیه شمالی (۵)
37. نروژ (۱)
38. لهستان (۹)
39. پورتوریکو (۲)
40. رومانی (۷)
41. صربستان (۲)
42. سوئیس (۴)
43. سوئد (۳)
44. اسلواکی (۲)
45. تاجیکستان (۲)
46. ترکیه (۱۲)
47. اوکراین (۱۲)
48. ایالات متحده آمریکا (۱۲)
49. ازبکستان (۳)

## نکته ها
1. 1 2  در نتیجه تحریم های اعمال شده در پی حمله روسیه به اوکراین در سال ۲۰۲۲، کشتی گیران روسیه و بلاروس مجاز به استفاده از نام، پرچم یا سرود روسیه یا بلاروس نبودند. آنها در عوض به عنوان ورزشکاران خنثی انفرادی طبق تصمیم کمیته بین‌المللی المپیک که توسط اتحادیه جهانی کشتی اجرا شد، شرکت کردند. اصلاً هیچ پرچمی، حتی پرچم اتحادیه جهانی کشتی برای این هیئت ها استفاده نشد. اتحادیه جهانی کشتی مدال های کسب شده توسط این کشتی گیران را در جدول رسمی مدال ها لحاظ نمی کند، نتایج آنها در رده بندی تیمی محاسبه نشده است.

## لینک‌های خروجی
- UWW Database